# سينان جوموش
سينان جوموش (بالألمانية: Sinan Gümüş) هو لاعب كرة قدم تركي يلعب كمهاجم في نادي فنربخشة.

## روابط خارجية
- سينان جوموش على موقع الاتحاد الأوربي (الإنجليزية)
- سينان جوموش على موقع اتحاد تركيا (لاعب) (الإنجليزية)
- سينان جوموش على موقع قاعدة بيانات كرة القدم.إي يو (الإنجليزية)
- سينان جوموش على موقع Soccerway.com (الإنجليزية)
- سينان جوموش على موقع عالم كرة القدم.نت (الإنجليزية)
- سينان جوموش على موقع AS.com (الإسبانية)